# Сан-Хав'єр (Іспанія)
Сан-Хав'єр (ісп. San Javier) — муніципалітет в Іспанії, у складі автономної спільноти Мурсія. Населення — 31 820 осіб (2010).
Муніципалітет розташований на відстані близько 380 км на південний схід від Мадрида, 31 км на південний схід від Мурсії.
На території муніципалітету розташовані такі населені пункти: (дані про населення за 2010 рік)
- Ла-Калавера: 142 особи
- Колонія-Хуліо-Руїс-де-Альда: 854 особи
- Ла-Грахуела: 393 особи
- Ла-Манга-дель-Мар-Менор: 2837 осіб
- Ель-Мірадор: 1973 особи
- Посо-Аледо: 521 особа
- Рода: 903 особи
- Сан-Хав'єр: 15679 осіб
- Сантьяго-де-ла-Рібера: 8080 осіб
- Таркіналес: 438 осіб
- Ісла-Майор: 0 осіб
- Ісла-Пердігера: 0 осіб

## Демографія
Динаміка населення (INE ):

## Галерея зображень

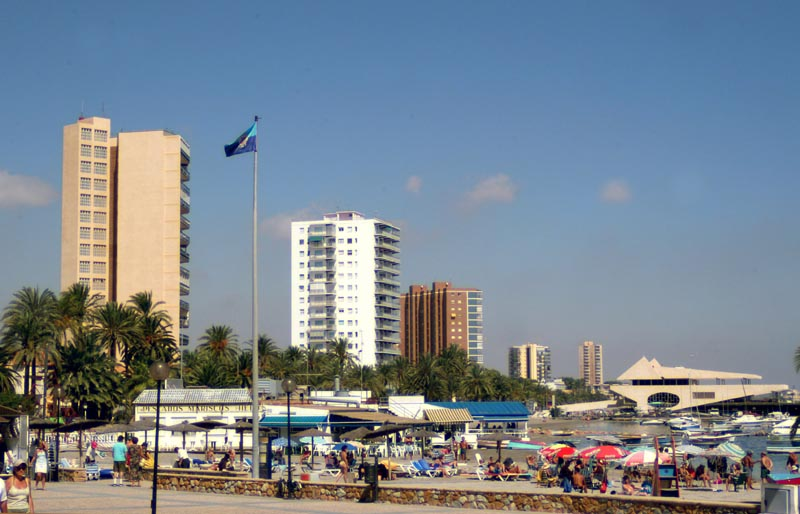
Сантьяго-де-ла-Рібера